# Mark Robins
Mark Gordon Robins (Ashton-under-Lyne, 22 december 1969) is een Engels voetbalcoach en voormalig betaald voetballer die als aanvaller speelde voor Manchester United. Hij werd op 6 maart 2017 aangesteld als coach van Coventry City. Robins coachte de club eerder in het seizoen 2012/13.

## Biografie
Robins, een jeugdproduct van Manchester United, was een aanvaller die voor Manchester United (1988–1992), Norwich City (1992–1995) en Leicester City (1995–1998) uitkwam. Zijn beste periode beleefde Robins toen hij voor deze clubs actief was. Hij scoorde een hattrick in de Premier League voor Norwich City tegen Oldham Athletic op 9 november 1992. Het was nog maar de tweede hattrick ooit in de Premier League. De eerste werd gescoord door Éric Cantona op 25 augustus 1992 voor Leeds United.
Op 19 oktober 1993 maakte Robins deel uit van het elftal van Norwich City dat de grootmacht Bayern München met 1–2 versloeg in het Olympiastadion van Bayern.
Met Manchester United won Robins de FA Cup in 1990 en de Europacup II in 1991 – de vroege Ferguson-jaren. In 1997 won Robins de League Cup met Leicester City. In de latere stadia van zijn carrière speelde Robins achtereenvolgens voor clubs als Kopenhagen, Reading, Ourense, Panionios, Manchester City, Walsall, Rotherham United, Bristol City, Sheffield Wednesday en Burton Albion. In 2005 beëindigde Robins zijn loopbaan bij Burton Albion. Vervolgens ging hij aan de slag als trainer.
Robins leidde Coventry City in 2020 terug naar de Football League Championship.

## Erelijst
Manchester United FC
- FA Cup

1990
- FA Charity Shield

1990
- UEFA Beker voor Bekerwinnaars

1991
- UEFA Super Cup

1991
 Leicester City FC
- League Cup

1997